# Crack the Skye
Crack the Skye è il quarto album in studio del gruppo musicale statunitense Mastodon, pubblicato il 24 marzo 2009 dalla Warner Bros. Records.

## Tematiche ed influenze
Riguardo alle tematiche e alle tendenze dell'album il cantante e bassista Troy Sanders ha dichiarato:
(Troy Sanders)
Per produrre l'album la band ha scelto come produttore Brendan O'Brien, noto per aver lavorato con Bruce Springsteen, Pearl Jam e The Black Crowes. Questa scelta si spiega con la volontà dei membri di avvicinarsi al sound degli anni sessanta e settanta, tanto da utilizzare per le registrazioni strumenti ed amplificatori tipici di quegli anni.
Ad ulteriore prova di questa volontà nell'album compare un brano, "The Czar", diviso in quattro movimenti, omaggio alle band progressive rock:
(Troy Sanders)

## Tracce
1. Oblivion
2. Divinations
3. Quintessence
4. The Czar
  1. Usurper
  2. Escape
  3. Martyr
  4. Spiral
5. Ghost of Karelia
6. Crack the Skye (featuring Scott Kelly)[3]
7. The Last Baron

## Formazione
- Brent Hinds - voce, chitarra
- Bill Kelliher - chitarra
- Troy Sanders - basso, voce
- Brann Dailor - batteria, voce

### Ospiti
- Scott Kelly (Neurosis) - voce in Crack the Skye